# Ханов, Александр Михайлович
Алекса́ндр Миха́йлович Ханов (1888—1973) — русский революционер, советский государственный и партийный деятель. Член РСДРП (с 1907), РСДРП(б) — с августа 1917 г.

## Биография
По профессии корректор, репортёр. В 1907 г. вступил в объединённую Нижегородскую организацию РСДРП, был агитатором. В 1908 и 1911 гг. арестовывался, сидел в нижегородской тюрьме. Служил в царской армии рядовым пехотинцем.
В 1918—1919 служил в РККА.
С 1919 года — на ответственной партийной и советской работе. С апреля 1919 по июль 1920 г. — председатель Гомельского губернского комитета РКП(б), одновременно со 2 сентября по 5 октября 1919 и с 25 мая по 8 июля 1920 года — председатель Гомельского губернского революционного комитета, с 5 октября 1919 по 25 мая 1920 года — председатель Исполнительного комитета Гомельского губернского Совета.
С июля 1920 по февраль 1921 года — председатель Исполнительного комитета Нижегородского губернского Совета.
Был отозван из Нижнего Новгорода в распоряжение ЦК РКП(б). В 1921—1930 гг. работал заместителем уполномоченного Народного комиссариата земледелия РСФСР по Северо-Западной области, председателем Союза молочно-животноводческой кооперации; в 1930—1948 гг. — на различных должностях в Народном комиссариате земледелия СССР, в Народном комиссариате торговли СССР, в Министерстве совхозов СССР.
Делегат VII Всероссийского съезда Советов, на VIII съезде Советов был избран членом ВЦИК. Делегат IX Съезда РКП(б).
В 1948 году вышел на пенсию.
Умер в 1973 году. Похоронен на Востряковском кладбище.